# Jean VI d'Oldenbourg
Pour les articles homonymes, voir Jean VI.
Jean VI est un prince de la maison d'Oldenbourg né en 1501 et mort le 4 septembre 1548 à Brême. Il règne sur les comtés d'Oldenbourg et de Delmenhorst de 1526 à 1529.

## Biographie
Jean VI est le fils aîné du comte Jean V d'Oldenbourg et de son épouse Anne d'Anhalt-Zerbst. À la mort de son père, en 1526, il lui succède aux côtés de ses trois frères cadets Georges, Christophe et Antoine. Les relations entre les quatre frères s'enveniment rapidement, en partie pour des raisons religieuses : Christophe et Antoine adhèrent à la Réforme protestante, tandis que Jean et Georges restent fidèles à l'obédience de Rome. Les deux benjamins contraignent Jean à abdiquer en 1529.
Durant les années qui suivent, Jean VI s'efforce en vain de reprendre le pouvoir avec le soutien du duc Henri II de Brunswick-Wolfenbüttel. Il abandonne ses revendications en échange d'une compensation financière en 1542 et meurt en simple bourgeois à Brême en 1548, laissant une veuve.